# ピーター・グールド
ピーター・グールド（Peter Gould）は、アメリカ合衆国のテレビの脚本家、監督、プロデューサーである。AMCの『ブレイキング・バッド』全シーズンに参加しており、全米脚本家組合賞に4度ノミネートされた。2015年からは『ブレイキング・バッド』のスピンオフ『ベター・コール・ソウル』に参加している。

## 生い立ちと学歴
ニューヨークで生まれる。1982年にサラ・ローレンス大学で英語のB.A.を取得し、卒業する。1990年には南カリフォルニア大学でM.F.A.を取得し卒業する。

## キャリア
2008年に『ブレイキング・バッド』の第1シーズンに脚本スタッフの1人として参加し、ストーリー・エディターを務める。第1シーズンでは第7話「犯罪の境界線」を執筆した。第1シーズンの脚本家たちは全米脚本家組合賞の新シリーズ賞にノミネートされた。
グールドは第2シーズンではエグゼクティブ・ストーリー・エディターに昇格する。第2シーズンでは第3話「脱出の代償」と第8話「ソウルに電話しよう!」の脚本を執筆した。第2シーズンの脚本スタッフは第62回全米脚本家組合賞でドラマシリーズ賞にノミネートされた。第3シーズンではプロデューサーに昇格し、第2話「名もなき男」や第9話「不条理な世界」を執筆した。第4シーズンからはスーパーバイジング・プロデューサーに昇格した。
2015年からは『ブライキング・バッド』のスピンオフ『ベター・コール・ソウル』でヴィンス・ギリガンと共にショーランナーと脚本家を務めている。2月8日に始まったこの番組は、ケーブルテレビとしては史上最高の初回視聴者数を記録した。また第1シーズン第1話「駆け出し」をギリガンと共同執筆したことにより、全米脚本家組合賞テレビ賞（エピソディック・ドラマ部門）を受賞した。

## フィルモグラフィ

### 映画
| 年   | 日本語題 原題                | 備考            |
| ---- | ---------------------------- | --------------- |
| 1994 | ダブルドラゴン Double Dragon | 脚本            |
| 2000 | Meeting Daddy                | 脚本・監督      |
| 2011 | Too Big to Fail              | テレビ映画 脚本 |

### テレビシリーズ

#### 脚本
| 年        | 日本語題 原題                           | エピソード  | エピソード                   | 備考                               |
| --------- | --------------------------------------- | ----------- | ---------------------------- | ---------------------------------- |
| 2008-2013 | ブレイキング・バッド Breaking Bad       | 第1シーズン | 第7話「犯罪の境界線」        |                                    |
| 2008-2013 | ブレイキング・バッド Breaking Bad       | 第2シーズン | 第3話「脱出の代償」          |                                    |
| 2008-2013 | ブレイキング・バッド Breaking Bad       | 第2シーズン | 第8話「ソウルに電話しよう!」 |                                    |
| 2008-2013 | ブレイキング・バッド Breaking Bad       | 第3シーズン | 第2話「名もなき男」          |                                    |
| 2008-2013 | ブレイキング・バッド Breaking Bad       | 第3シーズン | 第9話「不条理な世界」        | ジョージ・マストラスと共同脚本     |
| 2008-2013 | ブレイキング・バッド Breaking Bad       | 第3シーズン | 第12話「憎しみの連鎖」       | サム・キャトリンと共同脚本         |
| 2008-2013 | ブレイキング・バッド Breaking Bad       | 第4シーズン | 第7話「面倒な犬」            | 兼監督                             |
| 2008-2013 | ブレイキング・バッド Breaking Bad       | 第4シーズン | 第10話「復讐の杯」           | ジェニファー・ハッチソンと共同脚本 |
| 2008-2013 | ブレイキング・バッド Breaking Bad       | 第5シーズン | 第3話「新しいチーム」        |                                    |
| 2008-2013 | ブレイキング・バッド Breaking Bad       | 第5シーズン | 第9話「汚れた金」            |                                    |
| 2008-2013 | ブレイキング・バッド Breaking Bad       | 第5シーズン | 第15話「ニューハンプシャー   | 兼監督                             |
| 2015-2022 | ベター・コール・ソウル Better Call Saul | 第1シーズン | 第1話「駆け出し」            | ヴィンス・ギリガンと共同脚本       |
| 2015-2022 | ベター・コール・ソウル Better Call Saul | 第1シーズン | 第2話「トゥコ」              |                                    |
| 2015-2022 | ベター・コール・ソウル Better Call Saul | 第1シーズン | 第10話「マルコ」             | 兼監督                             |
| 2015-2022 | ベター・コール・ソウル Better Call Saul | 第2シーズン | 第9話「大成功」              | 兼監督                             |
| 2015-2022 | ベター・コール・ソウル Better Call Saul | 第3シーズン | 第1話「メイベル」            | ヴィンス・ギリガンと共同脚本       |
| 2015-2022 | ベター・コール・ソウル Better Call Saul | 第3シーズン | 第10話「灯り」               | 監督                               |
| 2015-2022 | ベター・コール・ソウル Better Call Saul | 第4シーズン | 第1話「煙」                  | 脚本                               |
| 2015-2022 | ベター・コール・ソウル Better Call Saul | 第4シーズン | 第10話「勝者」               | 共同脚本                           |
| 2015-2022 | ベター・コール・ソウル Better Call Saul | 第5シーズン | 第1話「魔術師」              | 脚本                               |
| 2015-2022 | ベター・コール・ソウル Better Call Saul | 第5シーズン | 第13話「よほどの悪事」       | 監督・共同脚本                     |
| 2015-2022 | ベター・コール・ソウル Better Call Saul | 第6シーズン | 第1話「青き春は過ぎ」        | 脚本                               |
| 2015-2022 | ベター・コール・ソウル Better Call Saul | 第6シーズン | 第13話                       | 監督・脚本                         |

#### その他
| 年        | 日本語題 原題                           | クレジット                             | 備考            |
| --------- | --------------------------------------- | -------------------------------------- | --------------- |
| 2008-2013 | ブレイキング・バッド Breaking Bad       | ストーリー・エディター                 | 第1シーズン     |
| 2008-2013 | ブレイキング・バッド Breaking Bad       | エグゼクティブ・ストーリー・エディター | 第2シーズン     |
| 2008-2013 | ブレイキング・バッド Breaking Bad       | プロデューサー                         | 第3シーズン     |
| 2008-2013 | ブレイキング・バッド Breaking Bad       | スーパーバイジング・プロデューサー     | 第4シーズン     |
| 2008-2013 | ブレイキング・バッド Breaking Bad       | 共同エグゼクティブ・プロデューサー     | 第5シーズン     |
| 2015-2022 | ベター・コール・ソウル Better Call Saul | エグゼクティブ・プロデューサー         | 第1-第6シーズン |